# Baume-les-Messieurs
Baume-les-Messieurs är en kommun i departementet Jura i regionen Bourgogne-Franche-Comté i östra Frankrike. Kommunen ligger i kantonen Voiteur som tillhör arrondissementet Lons-le-Saunier. År 2022 hade Baume-les-Messieurs 159 invånare.

## Befolkningsutveckling
Antalet invånare i kommunen Baume-les-Messieurs
Referens:INSEE